# Pesach
Pesach (hebrejsky פֶּסַח‎) je jedním z nejdůležitějších židovských svátků a zároveň jedním z nejstarších vůbec (jelikož příkaz k jeho dodržování byl dán jako jeden z mála ještě před darováním Tóry na Sinaji). Společně se svátky Šavu'ot a Sukot se řadí mezi tři poutní svátky, které se každoročně slaví. Připomíná vyjití z otroctví a cestu ke svobodě.
Mimo Izrael trvá Pesach 8 dní, přičemž první dva a poslední dva jsou sváteční (יָמִים טוֹבִים‎, jamim tovim, doslova „dobré dny“, „svátky“), při nichž platí obdobná pravidla jako při šabatu s drobnými rozdíly týkajícími se zejména přípravy jídla. Prostřední 4 dny jsou polosváteční (חֹל הַמּוֹעֵד‎, chol ha-mo'ed, doslova „všední [den] svátku“), v jejichž průběhu neplatí tak přísný zákaz práce, ale modlitba je slavnostnější s řadou oslavných žalmů. V Izraeli trvá Pesach 7 dní, přičemž první a poslední den je svátek a mezi nimi je 5 dní chol ha-mo'ed. Pesach začíná 15. nisanu a končí 21. nisanu v Izraeli, 22. nisanu v diaspoře.

## Název
Pro Pesach se v hebrejštině používají různé názvy v závislosti na biblické události či aspektu, s nimiž je spojován. Patří mezi ně:
- Chag ha-macot (חַג הַמַּצּוֹת‎) – „Svátek nekvašených chlebů“. Podle Tóry Izraelci opustili Egypt tak rychle, že jim nestačilo vykynout těsto připravené k pečení chleba.[1] Upekli proto chléb z těsta nevykvašeného – macesy. Tóra dále přikazuje, že se po celý svátek Pesach nesmí jíst nic kvašeného (hebrejsky chamec).[2] Tóra svátek zmiňuje pouze jako chag ha-macot.[3]
- Chag ha-pesach (חַג הַפֶּסַח‎, z pasach = přeskočit) – připomíná to, že Bůh „přeskočil“ izraelské domy, když udeřil na prvorozené. Talmud o svátku hovoří jako o Pesachu.[3]
- Chag ha-aviv (חַג הָאָבִיב‎) – „svátek jara“. Připomíná, že Pesach je jarním svátkem a probíhá v době jarní sklizně.[3]
- Chag ha-cherut (חַג הַחֵרוּת‎) nebo zman cherutenu (זְמַן חֵרוּתֵנוּ‎) – „čas naší svobody“. V sidurech se rovněž objevuje tento název, který připomíná, že Bůh vysvobodil židovský národ z egyptského otroctví.[4]

V křesťanské biblické tradici se pesach překládá také jako Velikonoce, v Novém zákoně se o Pesachu hovoří jako o židovských Velikonocích.
V Bibli kralické se pesach překládá slovem Fáze a nazývá se také slavnost přesnic, kde přesnice označují nekvašené chleby.

## Příběh Pesachu
Svátek Pesach připomíná vyjití Izraele z egyptského otroctví. Izraelité se do Egypta dostali poté, co velký hladomor zasáhl celou zemi, včetně Země zaslíbené. V té době měl vytvořené zásoby pouze Egypt, a to díky Josefovi, synu Jákoba, kterého sem původně prodali jeho bratři ze závisti jako otroka. Josef se postupem času dostal na nejvyšší místa a stal se správcem Egypta. Postupně se do Egypta přesunula celá Jákobova rodina a žila zde pod Josefovou ochranou v úrodné části Egypta Góšen. Židé se v Egyptě usadili a zůstali zde i po skončení hladomoru, velmi se jim dařilo a zde se z nich stal národ. Josef však zemřel a po jeho smrti nastoupil nový faraon, který Josefa již neznal a byl velmi znepokojen zvyšující se židovskou populací. Izraelity proto zotročil a navíc nechával zavraždit všechny prvorozené chlapce. Toto vraždění však přežil Mojžíš, kterého jeho matka Jocheved (Jókebed) poslala v koši po Nilu, následně byl zachráněn faraonovou dcerou a byl vychován u faraónova dvora.
Po nějaké době Hospodin vyslyšel úpění Izraele a povolal Mojžíše. Mojžís s Áronem předstoupil před faraona a sdělil mu, že Hospodin praví, aby propustil jeho lid, aby mu v poušti mohl slavit slavnost. Faraon však neuposlechl a namísto toho ještě přitížil Izraelitům práci. Po tomto neúspěchu posílá Bůh Mojžíše a Árona znovu k faraónovi a ujišťuje je, že donutí egyptského krále, aby Izraelce propustil, a to skrze divy, kterými bude bít Egypt. Tyto božské zásahy dostaly název deset ran egyptských:
1. krev – proměnění egyptských vod v krev (Exodus 7,14-25),
2. žáby – seslání žab, které zamořily zemi (Exodus 7,26-8:11),
3. štěnice – někdy překládáno také jako vši nebo komáři (Exodus 8,12-15),
4. mouchy – invaze much; dle jiného vysvětlení divé zvěře (Exodus 8,16-28),
5. mor – dobytčí mor (Exodus 9,1-7),
6. vředy – hnisavé vředy, které postihly zvířata i lid (Exodus 9,8-12),
7. krupobití – krupobití (někdy popisováno jako „padající oheň“), které zničilo úrodu a pobilo i zvířata (Exodus 9,35),
8. kobylky – hejna žravých kobylek, která zničila úrodu v Egyptě (Exodus 10,1-20),
9. tma – která padla na Egypt na tři dny (Exodus 10,21-29),
10. pobití prvorozených – během jediné noci zemřeli všichni prvorození Egypta od zvířete až po faraonova syna (Exodus 11,1-12,36).

Čtyři dny před vyjitím z Egypta řekl Hospodin Izraelitům, aby si každá rodina vybrala zdravého beránka bez vady. Během 14. nisanu jej obětovali a použili jeho krev na označení veřejí svých domů. Poté do půlnoci 15. nisanu jedli opečené beránky. Takto označené domy poté Hospodin přeskočil, když procházel Egyptem a vybíjel vše prvorozené. Hospodin také sdělil Mojžíšovi a Áronovi nařízení o hodu beránka a o zasvěcení prvorozených.
Faraon po desáté ráně propustil Izrael z otroctví a Izraelité vytáhli z Egypta. Utábořili se na břehu rákosového moře. Faraonovo srdce však bylo stále zatvrzelé a vyslal vojsko, aby Izraelity donutilo k návratu. Sedmého dne se Izraelité octli v sevření mezi mořem a faraonovým vojskem. Mojžíš vztáhl ruku nad moře a Hospodin rozdělil jeho vody. Izraelité prošli mořem po suchu, faraon se pustil za nimi, avšak Mojžíš vztáhl ruku nad moře, vody se vrátily a přikryly vozy i jízdu celého faraónova vojska. Tato událost se připomíná v sedmý den Pesachu, který má stejně jako první den pravidla „plnohodnotného“ svátku.

## Příkazy a zvyky
Pesach se kvůli mnoha příkazům a zvykům stal jedním z nejsložitějších židovských svátků.

### Kašer le-Pesach
Během Pesachu se mohou konzumovat pouze potraviny a nápoje, které jsou kašer le-Pesach (כשר לפסח‎), a to včetně alkoholu – nejčastěji vína, které je označeno jako kašer le-Pesach. Mezi aškenázskými a sefardskými židy existují rozdíly, sefardští židé například konzumují o Pesachu rýži, stejně tak jako další druhy semen a zrní, označovaných jako kitnijot. Kitnijot jsou naopak v aškenázské kuchyni během Pesachu zakázané.

### Maces

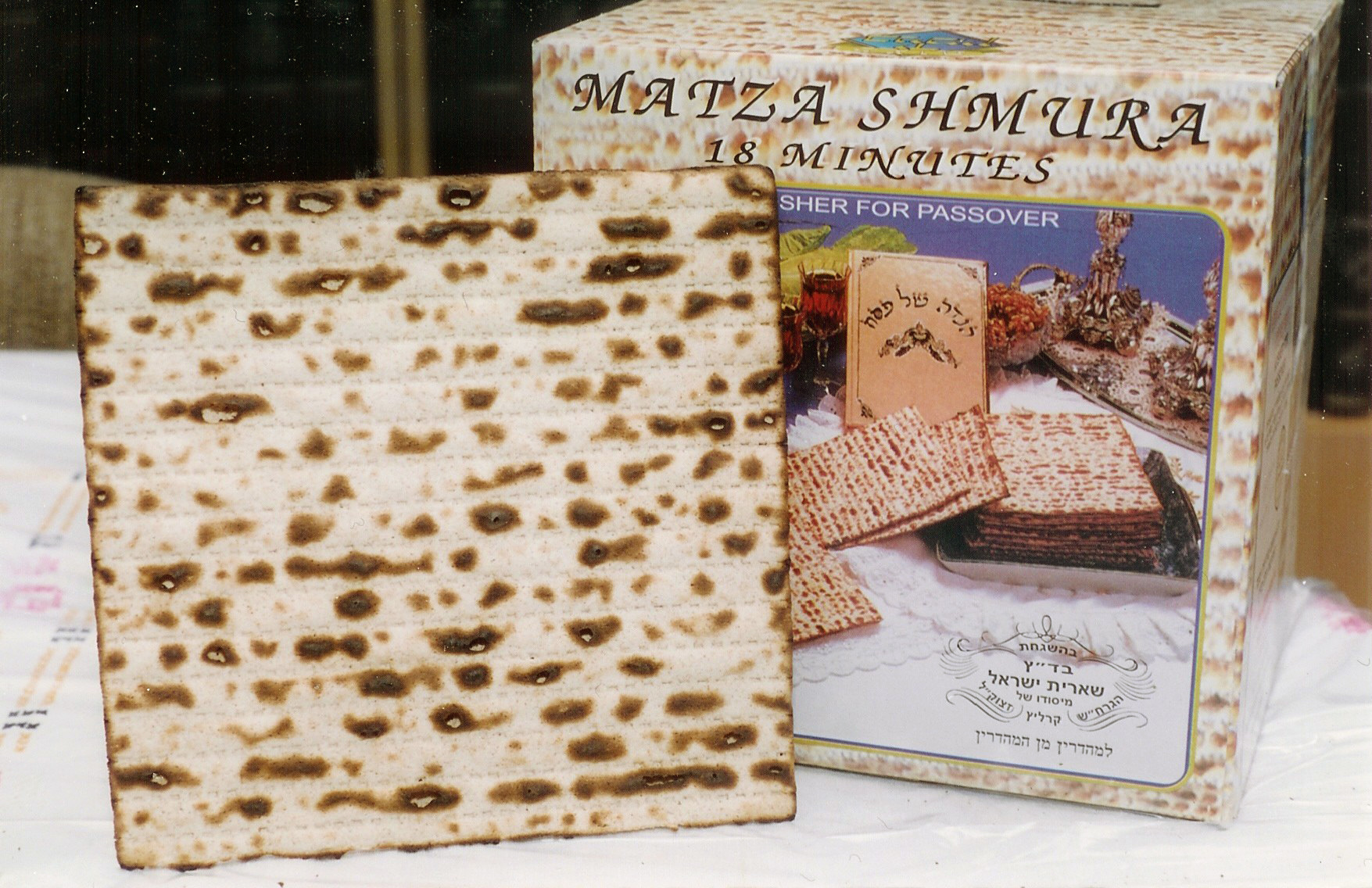
Prodávané macesy

Hlavním příkazem o svátku Pesach je jíst macesy. Maces (מַצָּה‎, maca, pl. מצות‎, macot, v aškenázské výslovnosti macos nebo maces) je křehký, rovný, nekvašený chléb, vyrobený z mouky a vody, který musí být upečen dříve, než začne kvasit. Maces je jediný typ „chleba“, který se o Pesachu může jíst. Vztah mezi macesem a chámecem lze chápat v různých rovinách. Jedna z interpretací srovnává maces s božími příkazy (613 micvot) a chámec s lidskou pýchou, která stejně jako kynoucí těsto chce být tam, kde není její místo.

O nekvašeném chlebu se také píše v Tóře.
| „                     | Od večera čtrnáctého dne prvního měsíce budete jíst nekvašené chleby až do večera jedenadvacátého dne téhož měsíce. | “ |
| — Bible, Exodus 12:18 | |   |

### Chamec

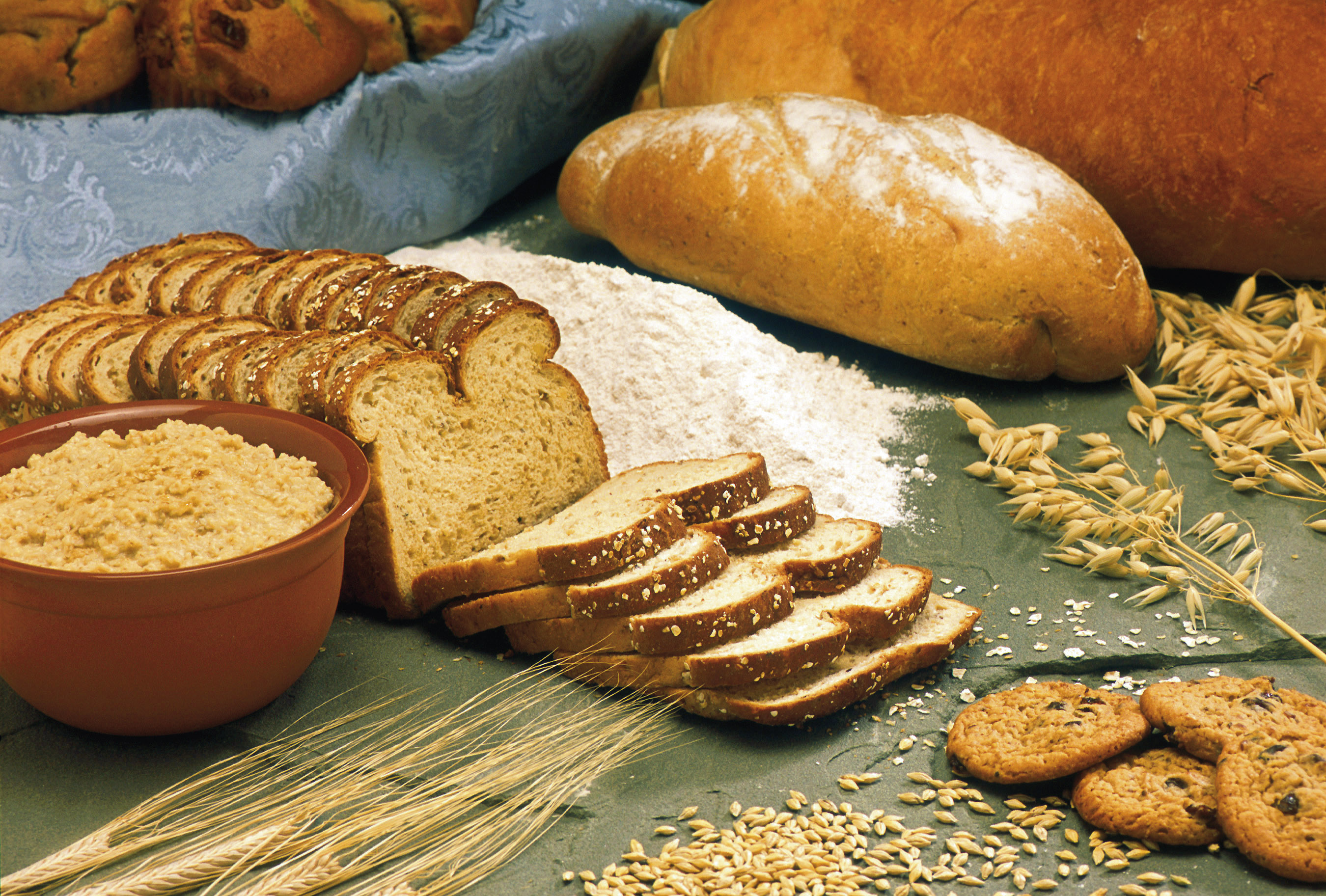
Chamec

Chamec (חמץ‎) je cokoliv z pěti druhů obilnin (pšenice, žito, ječmen, oves, špalda), co přišlo do styku s vodou alespoň na 18 minut. Je-li voda teplá, dochází ke kvašení dříve. Je nutné zmínit, že 18 minut se začíná počítat od doby, kdy dohněteme těsto. Chamecem ale nemusí být pouze potraviny, ale například i nápoje (pivo, whisky), léky nebo kosmetika. Během Pesachu je zakázána jak konzumace a využívání chamecu, tak i jeho vlastnění. Proto je nutné chamec před Pesachem odstranit z domu, zničit jej či jej případně prostřednictvím rabína odprodat nežidovi.
Chamec, který by přes Pesach zůstal ve vlastnictví žida, je i po Pesachu zakázáno konzumovat nebo z něho mít užitek a musí být spálen.

#### Hledání chamecu
Po odstranění všeho chamecu z domu je nutné provést formální prohledání v předvečer Pesachu. Hledání chamecu (בדיקת חמץ‎, bdikat chamec) provádí hlava rodiny, jeho manželka, případně jiný člen rodiny (starší třinácti let). Hledající prochází všechny místnosti se svíčkou a prohledává všechna místa, kde by mohl chamec nedopatřením zůstat. V případě, že je nalezen nějaký chamec, musí být uložen do speciální nádoby nebo tašky a druhý den je spálen.

#### Prodej chamecu
Jelikož žid nesmí o Pesachu vlastnit chamec, rozšířil se zvyk, že je před Pesachem odprodán nežidovi a po Pesachu odkoupen zpět (מכירת חמץ‎, mechirat chamec). Původně vznikl proto, aby prodejci a výrobci předešli ztrátám. Každý může chamec prodat sám, doporučuje se ale, aby tímto pověřil rabinát, který dohlédne na všechny náležitosti.

### Kitnijot
Mezi kitnijot se zařazují všechny luštěniny (fazole, hrášek, čočka, sója atd.) a některé další plodiny, jako kukuřice, rýže atd. Tyto potraviny sice nejsou chamec, ale podle aškenázské tradice je jejich konzumace zakázána, protože by mohlo dojít k záměně s chamecem. Na rozdíl od chamecu je však možné tyto potraviny vlastnit. Oproti Aškenázům tyto potraviny jedí Sefardé, dle jejichž tradic nic neodporuje konzumaci těchto potravin.

### Půst prvorozených
Ráno před svátkem Pesach začíná Půst prvorozených. Tento půst připomíná záchranu prvorozených židovských dětí před poslední z egyptských ran, kdy Hospodin procházel Egyptem a vybíjel vše prvorozené, jak se píše v knize Exodus:
| „                     | Když nastala půlnoc, pobil Hospodin v egyptské zemi všechno prvorozené, od prvorozeného syna faraónova, který seděl na jeho trůnu, až po prvorozeného syna zajatce v žalářní kobce, i všechno prvorozené z dobytka. | “ |
| — Bible, Exodus 12:29 | |   |

Půst tedy drží prvorozený potomek mužského pohlaví, který již dosáhl věku bar micva. Pokud je mladší, postí se za něj otec.

### Korban pesach

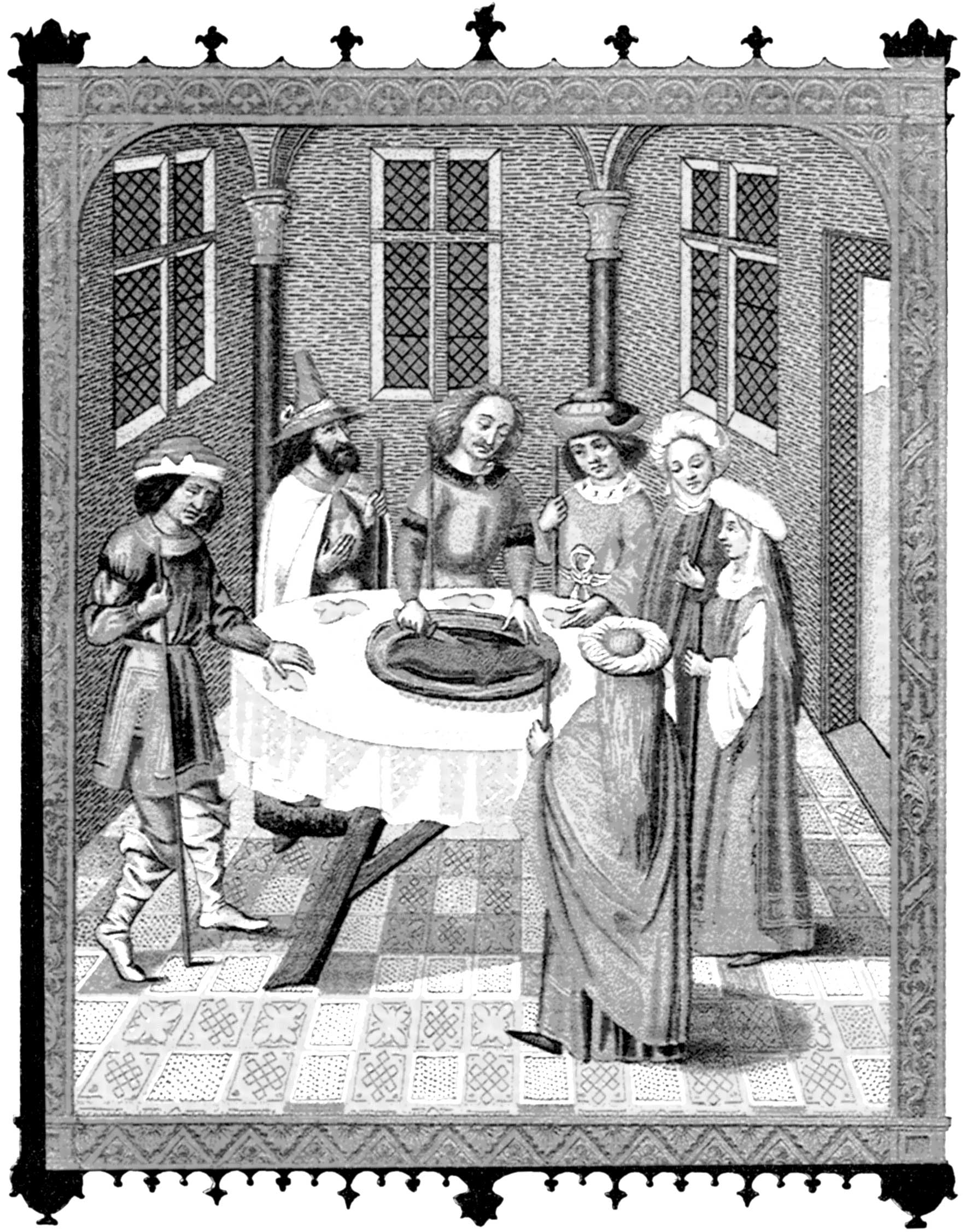
"Židovský Pesach" — kopie miniatury z modlitební knihy z 15. století, zdobená kresbami Jana van Eycka

V dobách, kdy existoval Chrám, byl jedním hlavních zvyků korban pesach (קׇרְבַּן פֶּסַח‎, doslova „pesachový obětní dar“, znám zejména později v křesťanské tradici jako „velikonoční beránek“). Každá rodina (nebo v případě, že rodina byla málo početná a nezvládla by sníst celého beránka, skupina rodin) musela přinést oběť mladého beránka nebo kůzlete do Chrámu odpoledne 14. dne měsíce nisan a večer jej pak sníst (po soumraku již bylo 15. nisanu).
Ještě před časem oběti beránka bylo třeba zbavit se všeho kvašeného. Beránek musel být opečen a jeden s macesy a merorim. Nutno bylo dávat pozor, aby se obětnímu beránku nezlomila žádná kost. Žádné maso pak nesmělo zbýt do rána. To, které zbylo, se muselo po svátku spálit.
Jelikož je podle Tóry korban pesach svatá oběť, platí v tomto ohledu přísná pravidla. Jediní, kteří mohou beránka jíst, jsou ti, kteří jej mohou přinést k obětování. Tóra o předpokladech pro hod beránka praví toto:
| „                        | Hospodin řekl Mojžíšovi a Áronovi: „Toto je nařízení o hodu beránka: Nebude z něho jíst žádný cizinec. Ale bude jej jíst každý služebník koupený za stříbro, bude-li obřezán. Přistěhovalec ani nádeník jej jíst nebude. Musí být sněden v témž domě. Z jeho masa nevyneseš nic z domu; žádnou jeho kost nezlámete. Tak to bude dělat celá izraelská pospolitost. Jestliže by u tebe pobýval host a chtěl by připravit Hospodinu hod beránka, nechť je u něho obřezán každý mužského pohlaví a potom bude smět přistoupit a tak učinit a bude jako domorodec v zemi. Ale žádný neobřezanec jej jíst nebude. Stejný řád bude platit pro domorodce i pro hosta, který bude pobývat mezi vámi.“ Všichni Izraelci učinili přesně tak, jak Hospodin Mojžíšovi a Áronovi přikázal. Právě v ten den vyvedl Hospodin Izraelce seřazené po oddílech z egyptské země. | “ |
| — Bible, Exodus 12:43-51 | |   |

Mezi další, již nesmějí jíst beránka, patří lidé, kteří jsou rituálně nečistí, výjimka existuje v případě, že v tomto stavu je většina židů. Nabídka oběti musí být provedena před kvórem třiceti. Ve Chrámu zpívali levité Halel, zatímco kohanim prováděli obětní obřad. Muži i ženy byli povinni sledovat korban Pesach.
Tento příkaz se plnil po celou dobu existence Chrámu. Do dnešní doby se micva o korban pesach přenesla v podobě, která je symbolická. Spočívá v tom, že se na sederový talíř dá i opečená kost. Aškenázští židé mají tradici, že během sederu nejedí jehněčí. Zdůvodňují to absencí chrámu. Oproti tomu sefardští židé během sederové večeře jehněčí nebo skopové jedí, aby si připomněli korban pesach. Samaritáni na Pesach dokonce beránka skutečně obětují ve své svatyni na hoře Gerizim.

### Seder

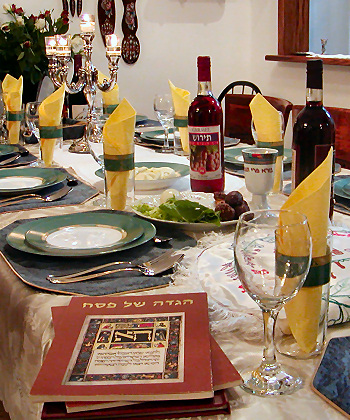
Připravený stůl pro sederovou večeři.

Seder, doslova „pořádek, uspořádání“, (סֵדֶר‎) je označení pro slavnostní večeři pro první noc(i) svátku Pesach. Základem sederu je biblické nařízení učit děti o významu vysvobození židovského národa z egyptského otroctví:
| „                    | V onen den svému synovi oznámíš: „To je pro to, co mi prokázal Hospodin, když jsem vycházel z Egypta“. | “ |
| — Bible, Exodus 13:8 | |   |

Mnoho ze sederového rituálu je proto pojato tak, aby vzbudilo zájem a zvědavost dětí. Ranou podobu pesachového sederu obsahuje desátá a poslední kapitola mišnaického traktátu Pesachim, zařazeného do tradiční Hagady. Toto vyprávění událostí, které zmiňuje vyjití židů z Egypta, začíná čtyřmi otázkami. Ty má položit nejmladší dítě a jeho otec mu na ně odpoví. Otázky se odvíjejí od úvodních slov první otázky: „Proč je tato noc odlišná od všech ostatních nocí?“
Příkazy, které se musí splnit o sederu:
- konzumace macesů,
- předčítání Hagady a Halelu,
- vypití čtyř pohárů vína,
- konzumace maroru.

Seder vyžaduje dodržení pořadů jednotlivých úkonů. V tomto pořadí by měl seder proběhnout:
1. קדש - Kadeš – „posvěcení“, tj. pronesení Kiduše pro svátek,
2. ורחץ - Urchac – při němž si „pán domu“ omyje ruce, aby si před dalším obřadem zajistil rituální čistotu,
3. כרפס - Karpas – zelenina – petržel nebo ředkev se namáčí ve slané vodě a jí se,
4. יחץ - Jachac – rozdělení prostředního macesu, z něhož se bere afikoman (poslední sousto při sederové večeři), který se děti zpravidla snaží „ukrást“, schovat a na konci sederu za něj dostanou „výkupné“ (většinou různé sladkosti apod.),
5. מגיד - Magid – čtyři otázky s následným vyprávěním příběhu z Hagady,
6. רחץ - Rechac či Rachca – druhé umytí rukou (tentokrát všech přítomných),
7. מוציא מצה - Moci maca – jezení nekvašených chlebů s příslušným požehnáním,
8. מרור - Maror – jezení hořkých bylin s příslušným požehnáním; před jezením se namáčejí do charosetu,
9. כורך - Korech – snězení „sendviče“ z maroru a nejnižšího macesu podle starověké praxe učence Hilela,
10. שולחן עורך - Šulchan orech – (prostírání stolu) samotná sváteční večeře,
11. צפון - Cafun – nalezení a snězení afikomanu,
12. ברך - Barech – požehnání po jídle,
13. הלל - Halel – čtení druhé části Halelu, započatého během části Magid,
14. נרצה - Nirca – závěr Sederu s tradičními sederovými písněmi.

#### Sederový stůl
Na stole připraveném pro sederovou večeři nesmí chybět:
- tři zakryté macesy – představují tři složky lidu Izraele: kohanim (kněze), levijim (levity) a Jisra'el (Izraelity),
- Pesachová hagada (הגדה של פסח‎, Hagada šel Pesach),
- víno – dostatečné množství, aby každý účastník mohl vypít předepsané čtyři poháry,
- sederový talíř – (קערה‎, ke'ara),
- pohár na kiduš,
- doplňkový maces – nemusí být u stolu,
- Elijášův pohár,
- slaná voda,
- doplňkový maror – nemusí být u stolu.

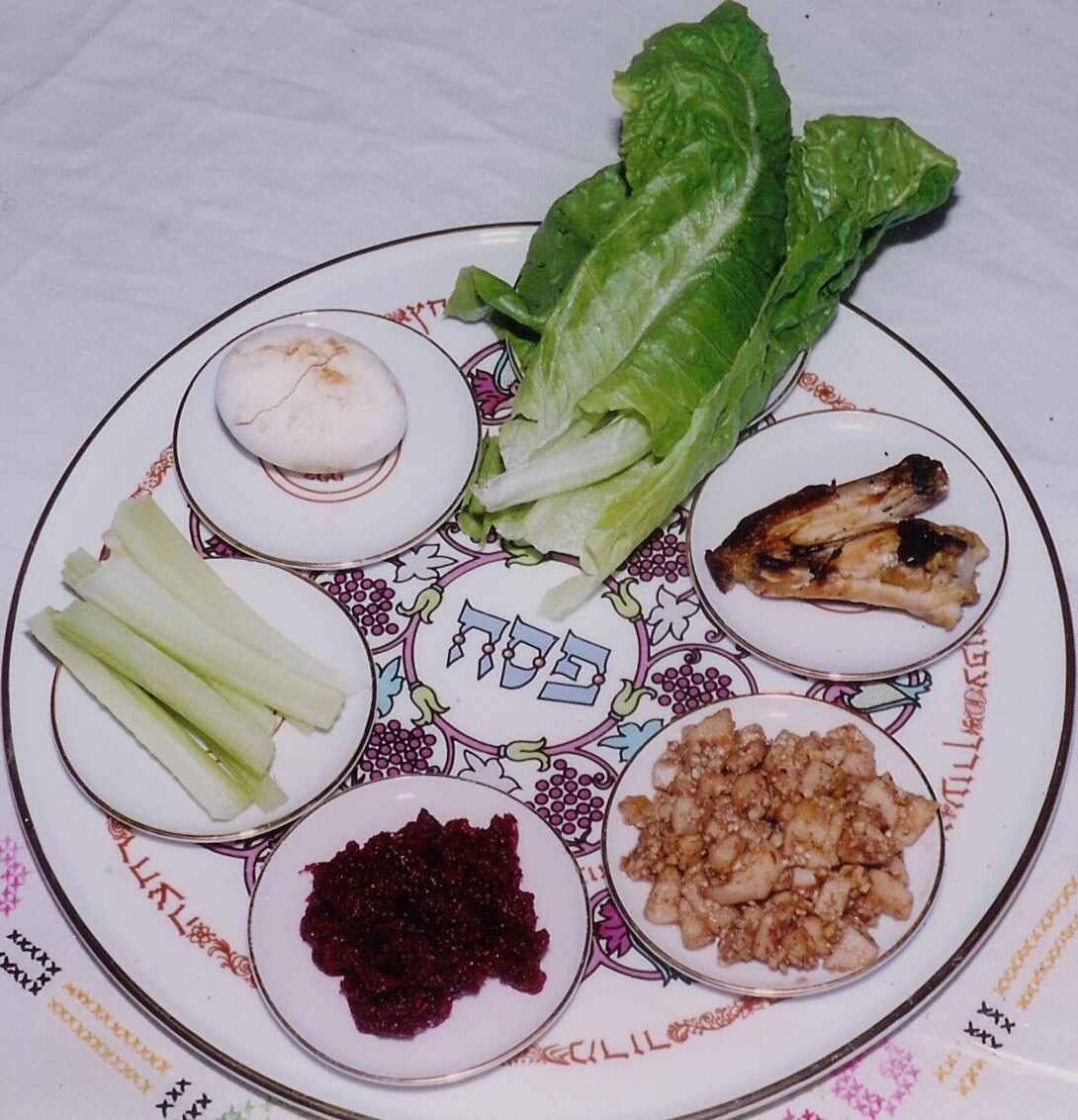
Sederový talíř

#### Sederový talíř
Sederový talíř, označovaný také jako zdobná mísa, (קְעָרָה‎, ke'ara) je používaný při domácím obřadu na Pesach. Středověké opisy aškenázské Hagady představují tuto mísu, poprvé zmíněnou v období Mišny, jako jakýsi kulatý talíř. Existují dochované ukázky z období renesance ze dřeva, keramiky, cínu apod. opatřené příslušnými nápisy a rytinami. Moderní sederové talíře bývají zpravidla měděné či mosazné nebo skleněné a mají zvláštní prohlubně na pokrmy, které předepisuje rituál, či malé misky, do nichž se tyto pokrmy vkládají.
Sederový talíř by měl obsahovat:
- זְרוֹעַ - zro'a – opečená kost, která je připomínkou obětního beránka (korban pesach); mělo by se jednat o kost z beránka, lze však použít třeba opečené kuřecí křídlo nebo krk,
- בֵּיצָה - bejca – vejce uvařené natvrdo, symbol nového života a též Izraele - je přirovnáván ke žloutku, který nikdy zcela nesplyne s bílkem, stejně jako Izrael nikdy nesplynul během pobytu v Egyptě s okolními národy,
- מַצָּה - maca – maces,
- מָרוֹר - maror – hořké byliny (např. salát, křen) připomínající hořkost otroctví,
- כַּרְפַּס - karpas – celer, popř. zelenina (ředkvička, brambor, cibule),
- מַיִם - majim – slaná voda připomínající zázrak během přechodu přes Rákosové moře,
- חֲרֹסֶת - charoset – směs strouhaných jablek, oříšků, mandlí, skořice, zázvoru a červeného vína, připomínající materiál na výrobu cihel, které museli zotročení Izraelité dělat pro faraona.

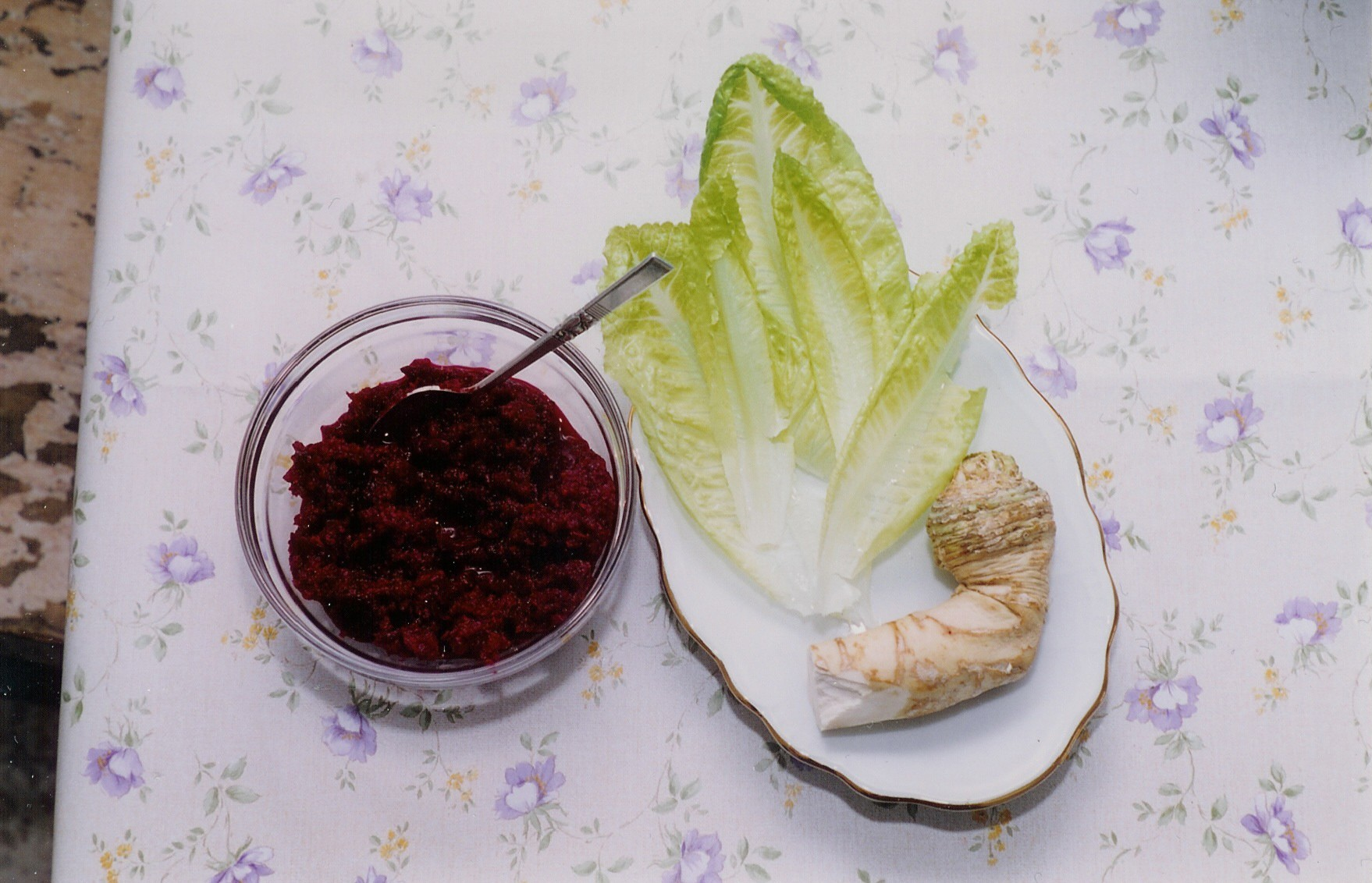
Tři druhy maroru. Zleva: strouhaný křen smíchaný s vařenou řepou a cukrem (v Jidiš známé jako chrein), římský salát, celý kořen křenu.

#### Maror

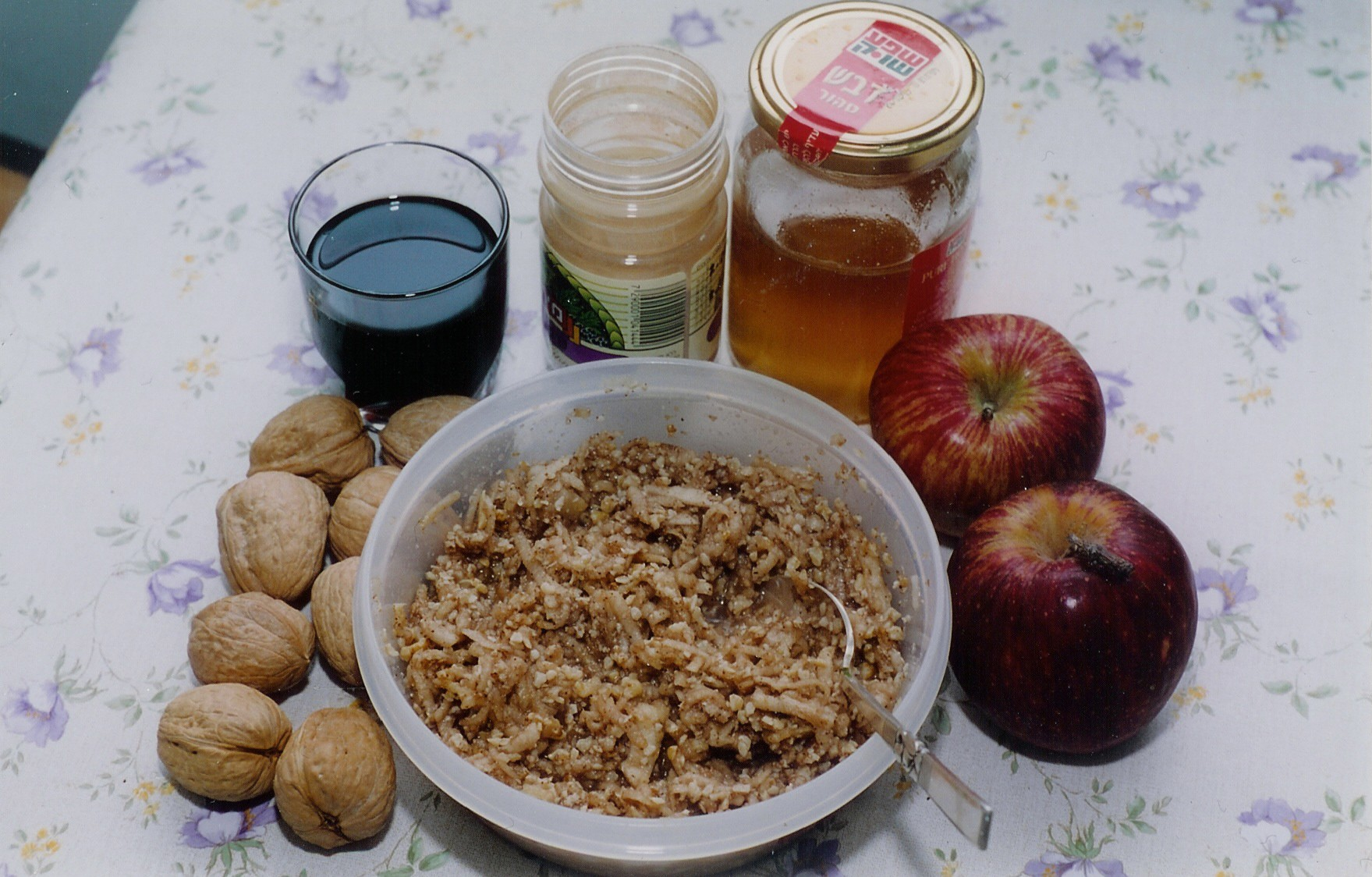
Aškenázský charoset a ingredience.

Maror (מָרוֹר) - v překladu „hořká bylina“ - je jeden z pokrmů pojídaných při sederové večeři. Podle Božího přikázání Ex 12, 8 (Kral, ČEP)) měli židé jíst pesachového beránka (korban Pesach) spolu s nekvašeným chlebem (maces) a hořkými bylinami (maror) při památeční hostině na počest Hospodinu, která má být slavena navždy. Pojídání maroru je symbolické a má připomínat trpkost života v egyptském otroctví. Tuto symboliku ještě zvyšuje namáčení maroru do charosetu (více v části charoset). Typy zeleniny, ze kterých se získává maror, uvádí Talmud. Tradičně se používá hlávkový salát nebo křen.

#### Charoset
Charoset (חֲרֹֽסֶת‎) je sladká, tmavě zbarvená, hrudkovitá směs podávaná při sederové večeři společně s marorem. Symbolika charosetu spočívá v tom, že evokuje hlínu nebo maltu, ze které židé v Egyptě vyráběli cihly. I samotný název charoset pochází z hebrejského cheres – hlína.
I přes symboliku, kterou charoset představuje, se jedná o pochutinu, která je oblíbená zejména u dětí. Charoset lze jíst volně během sederové večeře, například s macesy.
Existuje mnoho receptů pro přípravu charosetu. Rozdíly jsou zejména mezi aškenázskou a sefardskou tradicí. „Aškenázský charoset“ se vyrábí zejména z rozsekaných oříšků, jablek, skořice a vína. Oproti tomu charoset u Sefardů obsahuje hlavně jablka, hrušky, rozinky, fíky, datle, víno, skořici apod. Složení se samozřejmě liší v různých oblastech.

#### Čtyři poháry vína
Při sederové večeři se pijí čtyři poháry vína. Tuto povinnost musí splnit všichni účastníci, i nejchudší muž či žena. Symbolika čísla čtyři v Hagadě se odráží v těchto čtyřech číších (ארבע כוסות‎, arba kosot), které jsou v midraši spojeny se čtyřmi výrazy pro vysvobození, o nich se zmiňuje příběh Exodu:
- „Vyvedu vás ven …“
- „Osvobodím vás …“
- „Zachráním vás …“
- „Přijmu vás za lid svůj …“

#### Elijášův pohár
Elijášův pohár (כּוֹסוֹ שֶׁל אֵלִיָּהוּ‎, koso šel Elijahu) je zvláštní pohár vyhrazený u sederového stolu proroku Elijášovi. Podle rozšířeného zvyku se pohár naplní vínem po svátečním jídle předtím, než se znovu začne čtení Hagady. U sederové večeře by měly být otevřeny dveře nebo okno k uvítání proroka Elijáše a na znamení víry, že přítomné nepostihne nic zlého. Zároveň se tím zdůrazňuje mesiášský a vykupitelský aspekt svátku, neboť prorok Elijáš má ohlásit příchod Mesiáše (Mal 3, 18–24 (Kral, ČEP)).

### Liturgie svátku
Během svátečních dnů se v některých komunitách prokládají texty modliteb příslušnými pijuty, podobně jako během ostatních svátků. Po celou dobu Pesachu se při ranní modlitbě čte Halel, jeho plná verze ovšem pouze první den svátku (v diaspoře první dva dny), a to jak ve večerní, tak i v ranní modlitbě. Specifická pro Pesach je modlitba za rosu (tfilat tal), která se říká během opakování Amidy na musaf první den Pesachu. Pesachem začíná „letní“ období, během něhož se ve druhém požehnání Amidy nahrazuje text mašiv ha-ruach u-morid ha-gešem (jenž dává vanout větru a sestupovat dešti) textem morid ha-tal (jenž dává sestupovat rose); ve většině evropských obcí se tento úsek v letním období zcela vynechává.
Na šabat během Pesachu je zvykem číst v aškenázských synagogách Píseň písní, jeden z pěti svátečních svitků. Píseň písní je alegorií vztahu Boha a Izraele a během Pesachu je tento vztah připomínán právě proto, že vysvobozením z Egypta Bůh projevil svou lásku k Izraeli a přiznal se k němu jako se ženich přiznává ke své nevěstě.
Druhý den Pesachu byla v dobách Chrámu přinášena oběť prvotin z ječmene zvaná omer. V některých synagogách se do liturgie vkládají pasáže, které připomínají pravidla a význam této oběti. V předvečer tohoto dne začíná také období počítání omeru.
Sedmý den Pesachu je svátek připomínající záchranu Izraelitů před faraonovým vojskem u Rákosového moře. Je zvykem sejít se o půlnoci a číst biblickou píseň opěvující tuto událost (Ex 15). Tato pasáž je rovněž součástí ranního čtení z Tóry. Ačkoli má sedmý den pravidla plnohodnotného svátku, čte se pouze poloviční halel; radost ze záchrany není úplná, jelikož musela být vykoupena záhubou mnoha lidských bytostí – byť to byli nepřátelé.

### Konec svátku
Následuje-li bezprostředně po skončení Pesachu šabat, dodržují se pesachová pravidla kašrutu i o tomto šabatu. Zákaz konzumace a vlastnění chamecu už sice pominul, ale neexistuje způsob, jak by si židovská domácnost mohla v takové situaci chamec opatřit a připravit. Aškenázové už ale mohou jíst kitnijot a macu aširu.
Po skončení svátku (a případně navazujícího šabatu) se někteří židé snaží co nejdříve začít opět jíst chamec. To má demonstrovat, že zřeknutí se chamecu po dobu Pesachu nebylo motivováno tím, že by chamec neměli rádi, ale že navzdory tomu, jak ho mají rádi, se ho rádi zřekli, aby tím mohli splnit Boží přikázání. V místech, kde je obtížné koupit chamec od nežidů, může ovšem taková horlivost snadno vést k porušení pesachových předpisů těsně před koncem svátku, takže od ní rabíni spíše odrazují.

## Druhý pesach
Druhý pesach (פֶּסַח שֵׁנִי‎, Pesach šeni), nazývaný také Malý pesach (פֶּסַח קָטָן‎, Pesach katan), byl zaveden jako „zpožděný svátek“ pro ty, kdo v předepsaném čase nemohli splnit příkaz kvůli rituální nečistotě (tum'a) nebo pobytu na dlouhé cestě mimo domov.
| „                       | Mluv k Izraelcům: Když se někdo z vás nebo z vašich budoucích pokolení poskvrní při mrtvém anebo bude na daleké cestě, bude také slavit hod beránka Hospodinu. Budou jej slavit druhého měsíce čtrnáctého dne navečer. Budou ho jíst s nekvašenými chleby a hořkými bylinami. Neponechají z něho nic do rána a nezlámou mu žádnou kost. Budou slavit hod beránka podle všech nařízení o něm. Ale kdo by byl čistý a nebyl na cestě a zanedbá slavení hodu beránka, bude vyobcován ze svého lidu, protože nepřinesl Hospodinu dar ve stanovený čas. Takový člověk ponese následky svého hříchu. | “ |
| — Bible, Numeri 9:10-13 | |   |

Na rozdíl od normálního Pesachu, který se koná v průběhu měsíce nisan, začínaly obřady odloženého svátku o měsíc později, v průběhu měsíce ijar a nabízely možnost obětovat a jíst pesachového beránka. Klasickým příkladem se stala nebývale masová oslava Pesach šeni za Chizkiáše.
V dnešní liturgické praxi se poněkud sváteční charakter Druhého pesachu připomíná vypouštěním kajícných modliteb (Tachanun) a zákazem soukromého půstu. Koná-li se v tento den pohřeb, probíhá bez smutečního proslovu.

## Velikonoce

### Biblické odkazy
O velikonočních svátcích referuje text z Lukášova evangelia, tradičně nazývaný „Dvanáctiletý v Chrámě“. Do doby před velikonočními svátky je kladen podle evangelií také příběh pašijí.

### Křesťanské Velikonoce
Křesťanské Velikonoce jsou oslavou zmrtvýchvstání Ježíše Krista, které se událo kolem roku 30 či 33 (v tyto roky vychází Velký pátek na předvečer svátku Pesach). Slavení Velikonoc je v církvi již od počátku významově provázáno s židovskou oslavou Pesachu, jehož prvky dodnes v sobě nese. Ježíšovo projití smrtí a vzkříšení křesťané chápou jako naplnění starozákonního obrazu přejití Izraelitů Rudým mořem při východu z Egypta.
Podle staré křesťanské tradice však nemají připadnout Velikonoce na týž den jako Pesach (14. nisan).[zdroj?] To bylo možné dodržet v juliánském kalendáři, proto se nikdy nesejdou kalendářní data pravoslavných Velikonoc a Pesachu. V gregoriánském kalendáři toto již nebylo možné dodržet, proto ve výjimečných případech dojde ke shodě kalendářních dat.